# Carl Gustav Homeyer

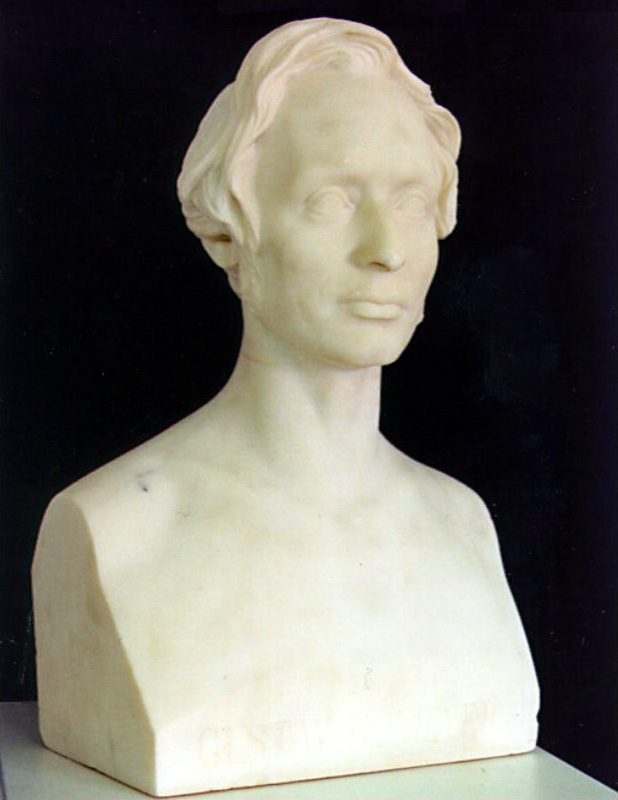
Büste von Carl Gustav Homeyer

Carl Gustav Homeyer (1874)

Carl Gustav Homeyer (* 13. August 1795 in Wolgast; † 20. Oktober 1874 in Berlin) war ein deutscher Jurist, Rechtshistoriker und Germanist.

## Leben
Carl Gustav Homeyer war ein Sohn des Wolgaster Reeders und Getreidegroßhändlers Johann Friedrich Homeyer und dessen Frau Sophie Dorothea Droysen. Während der Napoleonischen Besetzung Schwedisch-Pommerns hielt sich die Familie von 1806 bis 1810 in Schweden auf. Nach der Rückkehr besuchte er die Greifswalder Stadtschule und das Friedrich-Wilhelms-Gymnasium in Berlin. 1813 immatrikulierte er sich an der Friedrich-Wilhelms-Universität Berlin, wo er bei Friedrich Carl von Savigny, Karl Friedrich Eichhorn und Johann Friedrich Ludwig Göschen Rechtswissenschaften studierte. Außerdem hörte er Geschichte bei Friedrich Rühs. Nach dem Besuch der Universitäten Göttingen und Heidelberg wurde er 1821 in Berlin mit der Dissertation Historiae juris pomeranici capita quaedam promoviert und habilitierte sich im selben Jahr als Privatdozent in der juristischen Fakultät.
1824 zum außerordentlichen, 1827 zum ordentlichen Professor der Rechte ernannt, lehrte er bis 1872 an der Berliner Universität. Dreimal war er Dekan der juristischen Fakultät. Er hielt Vorlesungen zur deutschen Staats- und Rechtsgeschichte, zum Privatrecht, zum preußischen Landrecht sowie zum Handels-, Wechsel- und Seerecht.
Er wurde 1845 Geheimer Obertribunalsrat, welche Stellung er 1867 wieder aufgab, 1850 Mitglied der Königlich-Preußischen Akademie der Wissenschaften, 1854 des Staatsrats und in demselben Jahr Kronsyndikus sowie Mitglied der Ersten Kammer, des späteren Herrenhauses, auf Lebenszeit.
Als Schriftsteller erwarb er sich zuerst einen Namen durch seine Übersetzung von Kolderup-Rosenvinges Grundriß der dänischen Rechtsgeschichte (Berlin 1825), mehr noch durch seine wahrhaft klassischen Ausgaben der sächsischen Rechtsbücher, namentlich des Sachsenspiegels, durch welche er die germanistische Rechtsquellenkritik auf eine bis dahin ungeahnte Höhe erhob.
Dem Landrecht des Sachsenspiegels, welches er dreimal in immer vollkommenerer Gestalt herausgab (Berlin 1827, 2. Ausg. 1835, 3. Ausg. 1861), folgte als zweiter Teil Das sächsische Lehnrecht und der Richtsteig Lehnrechts (1842), ferner Der Auctor vetus de beneficiis, das Görlitzer Rechtsbuch und das System des Lehnrechts (1844), welchen Ausgaben sich Der Richtsteig Landrechts nebst Cautela und Premis (1857) anschloss.
Auch für die übrigen deutschen Rechtsbücher schuf Homeyer durch sein Verzeichnis deutscher Rechtsbücher des Mittelalters und ihrer Handschriften (Berlin 1836. in neuer Bearbeitung 1856, vollständige Neubearbeitung durch Ulrich-Dieter Oppitz 1990) eine sichere Grundlage. Weitere Ausführungen zu allen diesen Arbeiten legte er in zahlreichen Abhandlungen, die er in der Akademie las, nieder.
Außerdem schrieb er noch: Die Stellung des Sachsenspiegels zum Schwabenspiegel (Berlin 1853), in welcher Schrift er gegen Alexander von Daniels die Priorität des Sachsenspiegels vor dem Schwabenspiegel mit überzeugenden Gründen nachwies; Die Stellung des Sachsenspiegels zur Parentelenordnung (Berlin 1860).
Sein letztes, lange vorbereitetes Werk, auf dessen Gegenstand er durch seine Untersuchung über das Hantgemal (1852) geführt wurde, war eine umfassende Darstellung der Haus- und Hofmarken (Berlin 1870).
Carl Gustav Homeyer starb 1874 im Alter von 79 Jahren in Berlin und wurde auf dem Alten St.-Matthäus-Kirchhof in Schöneberg beigesetzt. Das Grab ist nicht erhalten geblieben.

### Familie
Er heiratete im Jahr 1823 seine Cousine Charlotte Pauline Stenzler (* 1805; † 9. Oktober 1883), Tochter des Superintendenten Lorenz Stenzler und dessen Ehefrau Charlotte Droysen. Das Paar hatte den Sohn Gustav Homeyer (1824–1894; ab 1877 Unterstaatssekretär im Staatsministerium) und eine Tochter. Sein Schwager Adolf Friedrich Stenzler war Professor für orientalische Sprachen in Breslau.